# Catops chrysomeloides
Catops chrysomeloides är en skalbaggsart som först beskrevs av Georg Wolfgang Franz Panzer 1798.  Catops chrysomeloides ingår i släktet Catops, och familjen mycelbaggar. Arten är reproducerande i Sverige.